# آدولف لینستروم
آدولف لینستروم (انگلیسی: Adolf Lindstrøm; ۱۷ مهٔ ۱۸۶۶ – ۲۱ سپتامبر ۱۹۳۹) آشپز، و گردشگر اهل نروژ بود. وی همچنین برندهٔ جوایزی همچون نشان سنت اولاف شده‌است.